# 2003 у Миколаєві
| Роки в Миколаєві ← • 2001 • 2002 • 2003 • 2004 • 2005 • 2006 • 2007 • 2008 • 2009 • 2010 • 2011 • 2012 • 2013 • 2014 • 2015 • 2016 • 2017 • 2018 • 2019 • 2020 • 2021 • 2022 • 2023 • 2024 → |

2003 у Миколаєві — список важливих подій, що відбулись у 2003 році в Миколаєві. Також подано перелік відомих осіб, пов'язаних з містом, що народились або померли цього року, отримали почесні звання від міста.

## Події
- 3 по 12 листопада у Миколаєві відбувся 63-й чемпіонат України із шахів серед жінок.
- На підставі рішення Миколаївської міської Ради № 13/9 від 14 липня 2003 року, 30 грудня того ж року Реєстраційно-ліцензійною палатою виконкому Миколаївської міської Ради зареєстровано Миколаївський політехнічний інститут.
- Проведена повна реконструкція і ремонт пам'ятного знаку жертвам Голодомору, відкритого у 1993 році, та створено сквер навколо нього. Повторно меморіал був реконструйований у 2008 році.

## Особи

### Очільники
- Міський голова — Володимир Чайка.

### Почесні громадяни
- Яровий Анатолій Леонтійович — лікар-уролог, Заслужений лікар України, працював головним лікарем лікарні швидкої медичної допомоги. Очолював постійну комісію міської ради з питань охорони здоров‘я, сім'ї, материнства та дитинства.

### Городянин рокуі «Людина року»
- Бахтов Володимир Олександрович — номінація «Мистецтво».
- Білоножко Анатолій Якович — номінація «Засоби масової інформації».
- Будак Валерій Дмитрович — номінація «Наука і вища школа».
- Гречко Галина Степанівна — номінація «Культура».
- Гришин Петро Миколайович — номінація «Фінанси і банківська справа».
- Дмитриченко Анатолій Васильович — номінація «Училища і технікуми».
- Зубков Василь Олексійович — номінація «Благодійність».
- Матвєєва Ганна Дмитрівна — номінація «Середня школа».
- Машкін Олег Валерійович — номінація «Фізкультура і спорт».
- Нанаров Олександр Іванович — номінація «Охорона здоров'я».
- Овчинніков Юрій Георгійович — номінація «Промисловість».
- Романчук Микола Павлович — номінація «Суднобудування».
- Тараненко Сергій Юрійович — номінація «Підприємництво».

- Номінація «Людина року» — Бондін Юрій Миколайович.

### Народились
- Боровський Андрій Дмитрович (13 грудня 2003) — український футболіст, захисник «Миколаєва».
- Лотоцький Борис Валерійович (11 квітня 2003) — український футболіст, захисник «Миколаєва».
- Гонтар Анна Владиславівна (9 вересня 2003) — українська плавчиня, бронзова призерка літніх Паралімпійських ігор 2020. Майстер спорту України міжнародного класу.
- Філик Андрій Вікторович (14 червня 2003, с. Великий Кунинець, Збаразький район, Тернопільська область — 18 березня 2022, Миколаїв) — український військовик, солдат Збройних сил України. Загинув 18 березня 2022 року внаслідок ракетного удару по військовій частині в Миколаєві, де проходив службу.

### Померли
- Войнов Юрій Миколайович (29 листопада 1931, селище Калінінське, Московська область, РРФСР — 22 квітня 2003, Київ) — радянський футболіст, півзахисник, радянський і український тренер. Один із найкращих правих хавбеків світу кінця 1950-х — початку 1960-х. Двічі, у 1967—1969 та у 1978—1979 роках тренував миколаївський «Суднобудівник», який 1968 переміг у підгрупі і вийшов до фіналу 4, що боролись за вихід до вищої ліги, а у 1969 вийшов до півфіналу кубка СРСР.
- Лисенко Віктор Андрійович (28 травня 1947, Миколаїв — 27 липня 2003, Миколаїв) — радянський футболіст, захисник.
- Данильченко Світлана Федорівна (18 лютого 1938, Миколаїв — 2003 або 2008, Одинцово) — радянська актриса театру і кіно. Популярність отримала завдяки зйомкам у телесеріалі «Вічний поклик» та ряді інших популярних кінофільмів.
- Ряснянський Михайло Олексійович (17 травня 1926, Таганрог — 2003) — український живописець і графік; член Спілки художників України з 1957 року. У 1976 році Михайло Ряснянський, першим з миколаївських художників, був удостоєний звання «Заслужений художник УРСР», а у 2001 рокуці він став народним художником України[1].